# Lord-lieutenant de Cork
Ceci est une liste de personnes qui ont servi comme lord-lieutenant de Cork. L'office a été créé le 23 août 1831. Pour les gens qui ont servi comme lord-lieutenant de la Ville de Cork voir Lord-lieutenant de la Cité de Cork.
- Henry Boyle, 3e comte de Shannon 7 octobre 1831 – 22 avril 1842
- James Bernard, 2e comte de Bandon 1842 – 31 octobre 1856
- Edmond Roche, 1er baron Fermoy 4 décembre 1856 – 17 septembre 1874
- Francis Bernard, 3e comte de Bandon 10 novembre 1874 – 17 février 1877
- James Bernard, 4e comte de Bandon 13 juin 1877 – 1922